# Biotopo Canneto di Levico
Il Biotopo Canneto di Levico è un'area naturale protetta del Trentino-Alto Adige istituita nel 1988.
Occupa una superficie di 9,740 ha nella Provincia autonoma di Trento..  
L'area corrisponde al sito di interesse comunitario "Canneto di Levico" (IT3120039) e fa parte di Natura 2000.

## Territorio
Il biotopo del canneto di Levico si trova nel comune di Levico Terme, presso il lago omonimo nella zona della Valsugana.
L'area naturale è localizzata lungo la riva sud-orientale del lago, dove si ha la maggior larghezza. Il confine comprende sia la vegetazione palustre della riva e del retroterra, che la porzione di bacino ad essa antistante.

## Flora
La vegetazione del biotopo è caratterizzata da quella sommersa che si trova relativamente distante dalla riva nei punti in cui l'acqua inizia ad essere più profonda e dal bosco igrofilo.
La vegetazione acquatica è composta dal lamineto di ninfea comune (Nymphaea alba) e ninfea gialla (Nuphar lutea), avvicinandosi alla riva si può osservare il cannetto di cannuccia di palude (Phragmites australis) e  direttamente sulla terraferma un cariceto, un tipo di torbiera con piante del genere Carex.
Il bosco igrofilo è formato da salici e da ontani neri (Alnus glutinosa).

## Fauna
Questa zona protetta è importante per la fauna tipica dei canneti e del retroterra palustre, in quanto sta diventando rara nella regione Trentino Alto Adige, per la progressiva distruzione degli ambienti umidi.
Nella zona del canneto nidificano diverse specie di uccelli tra cui lo svasso maggiore (Podiceps cristatus), il germano reale (Anas platyrhynchos), la folaga, la gallinella d'acqua (Gallinula chloropus) e alcuni volatili canori quali la cannaiola (Acrocephalus scirpaceus) e il cannareccione (Acrocephalus arundinaceus). La zona palustre è, inoltre, considerata zona di sosta, alimentazione per gli uccelli che stanno migrando.
Altri specie animali presenti in questa area protetta sono la rana verde (Pelophylax esculentus), la biscia dal collare (Natrix natrix) e la biscia tessellata (Natrix tessellata).